# Svichtov
Pour les articles homonymes, voir Svichtov (homonymie).
Svichtov (en bulgare : Свищов, translittération internationale Svištov) est une ville du nord de la Bulgarie, sur la rive droite du Danube. Pendant l'occupation par l'Empire ottoman, elle s'appelait Sistova.

## Géographie
La ville de Svichtov est située dans la partie centrale du nord de la Bulgarie, dans la plaine du Danube, sur la rive sud de ce fleuve. À cet endroit se trouve le point le plus méridional du Danube.
La ville a souvent servi de point de départ pour rejoindre, à partir du Danube, la vallée de la Maritsa et la Mer Égée.

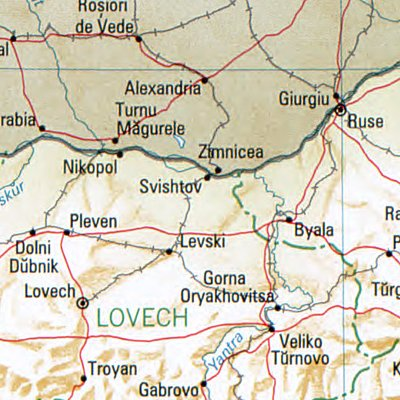
Localisation de Svichtov (carte CIA, 1994)

## Histoire
En raison de la situation stratégique de l'endroit, au milieu de la plaine du Danube, entre les portes de fer et la Mer Noire, les Romains ont bâti sur la rive sud du fleuve la ville de Novae, établie sur  44 hectares  selon le Décret de la terre de Vespasien du 26 octobre 69.
Celle-ci est située non loin de la ville actuelle.
À partir du XVIIIe siècle, Svichtov se développe en tant que ville commerciale au sein de l'Empire ottoman ; ceci est dû encore une fois à sa position sur le Danube, et au fait que la ville est dominée par une butte culminant à 225 m d'altitude qui permet de dominer les environs. 
En 1791, le traité de Sistova y est signé par un Congrès, mettant fin à la guerre austro-turque de 1788-1791 qui donna le nom Sistova à la ville. 
En 1877, lors de la guerre russo-turque de 1877-1878, l'armée russe traverse le Danube à Svichtov (dans l'actuel parc Pametnitsité).
Après l'indépendance du pays, la réalisation des voies de chemin de fer entre Sofia et Varna et Roussé et Gorna Oriahovitsa font disparaître l'intérêt économique et stratégique du port et la ville décline inexorablement. Svichtov finit par retrouver une partie de son rôle économique et commercial au début du XXe siècle après la réalisation d'une voie de chemin de fer reliée aux autres grands axes ferroviaires (1909) ainsi qu'avec le développement du transport routier et fluvial.
Depuis 1990, avec les changements politiques et économiques intervenus dans les Balkans et en Europe centrale, l'importance de la ville ne cesse de croître. Le port est, notamment, agrandi dans le cadre de la politique de création de couloirs de circulation.

## Administration

### Organisation territoriale
La commune de Svichtov se compose de la ville de Svichtov et des villages d'Alekovo, Aleksandrovo, Balgarsko Slivovo, Tchervena, Delyanovtsi, Dragomirovo, Gorna Stoudena, Hadjidimitrovo, Kozlovets, Morava, Orech, Ovtcha mogila, Sovata, Tsarevets et Vardim.

### Jumelages

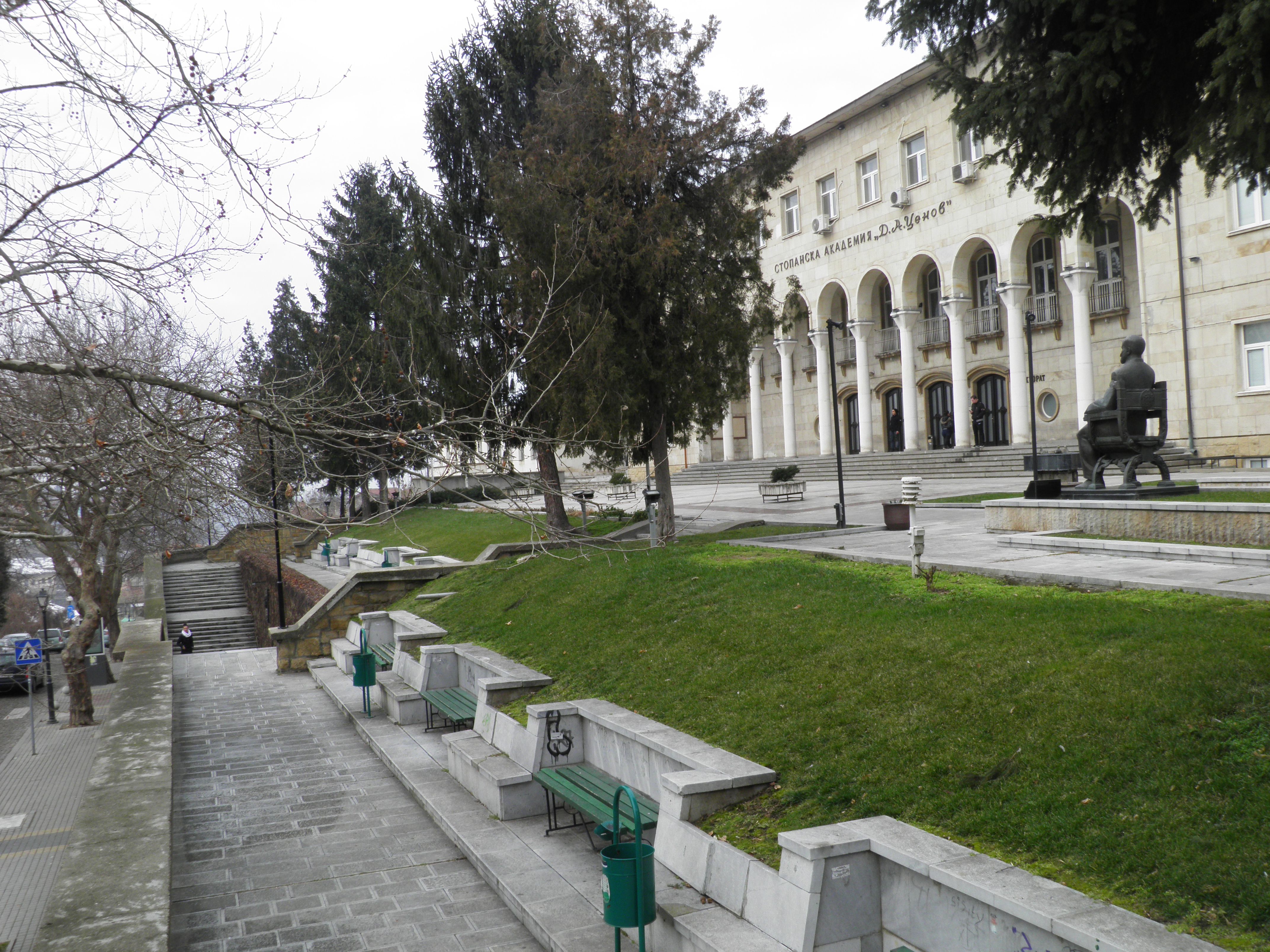
D. A. Tsenov Académie d'économie à Svichtov, Bulgarie

- Vélès (Macédoine du Nord) ;
- Bijelo Polje (Monténégro) ;
- Prijepolje (Serbie).

## Accords de coopération
- Barcelos (Portugal) ;
- Ismaïlia (Égypte).

## Économie

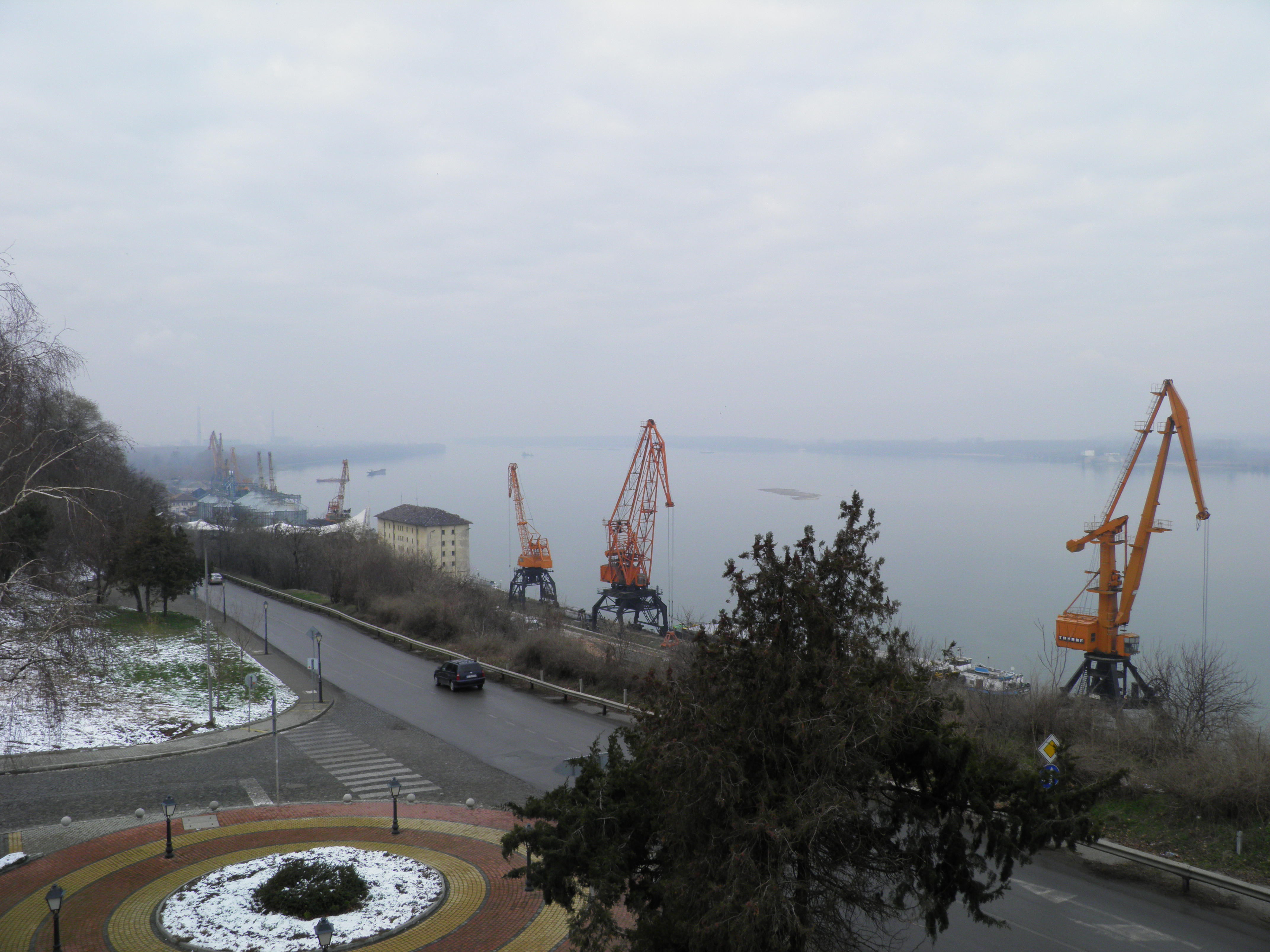
port Svichtov

L'économie de la commune repose essentiellement sur l'activité du port par lequel transitent des marchandises en provenance et à destination de la partie centrale du nord de la Bulgarie. L'agriculture est développée en dehors de la ville de Svichtov.

## Culture, monuments et Éducation

### Culture

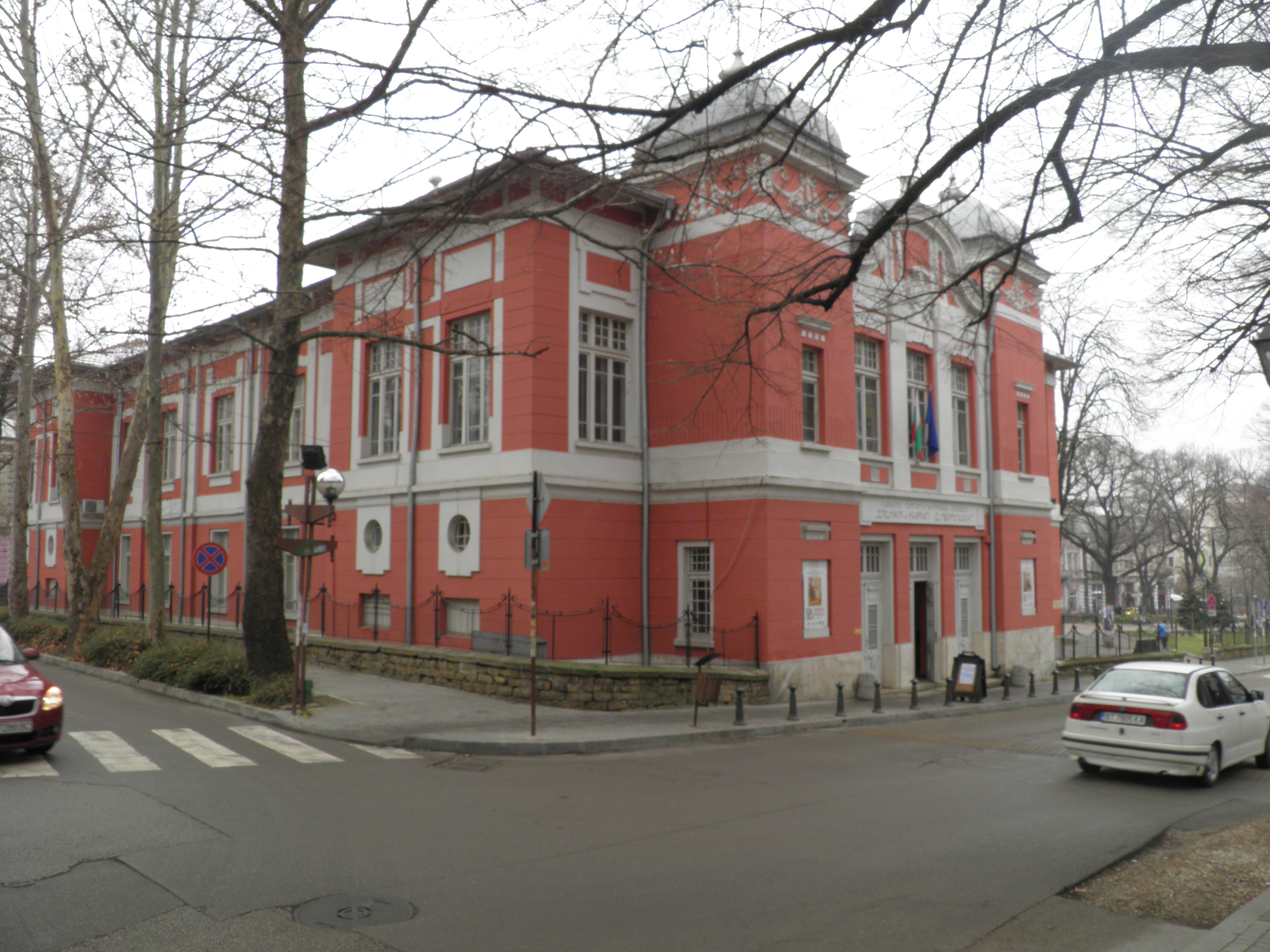
Centre communautaire "Elenka et Kiril D. Avramovi - 1856"

La première salle de lecture en Bulgarie a été fondée à Svichtov au XIXe siècle. Le premier chœur pour le chant bulgare y a été créé à la même époque, ce qui fait de la ville le berceau du chant choral bulgare. Actuellement, la ville accueille un festival de rencontres chorales.
Il existe dans la ville une bibliothèque municipale, une galerie de peinture, un théâtre, un musée historique et des salles de lecture dans les villages environnants.
La fondation internationale Aleko Konstantinov organise chaque année, depuis 1966, le concours littéraire satirique "Aleko" auquel participent des écrivains de plusieurs pays.

### Monuments

#### Monument français
Un monument aux morts de la 16e division d'infanterie coloniale a été érigé à Svichtov en 1919. Les noms des soldats de cette division, morts pour la France, sont gravés sur ce monument. Il était situé en face du carré militaire français contenant principalement des soldats (plus de 200) de cette division. Cependant, le cimetière était en complète déshérence. En 2005, l’ambassade de France décida de transférer les dépouilles de ces soldats dans le carré militaire Français du cimetière de Sofia. Aucun plan de Svichtov n’existant encore et des sépultures n’étant plus identifiables, les corps ont été rassemblés dans une tombe de regroupement. Le monument est toujours présent à Svichtov, il est situé sur la route de Roussé (anciennement Rouchtchouk). 
Liste des noms gravés sur le monument : relevé

### Éducation

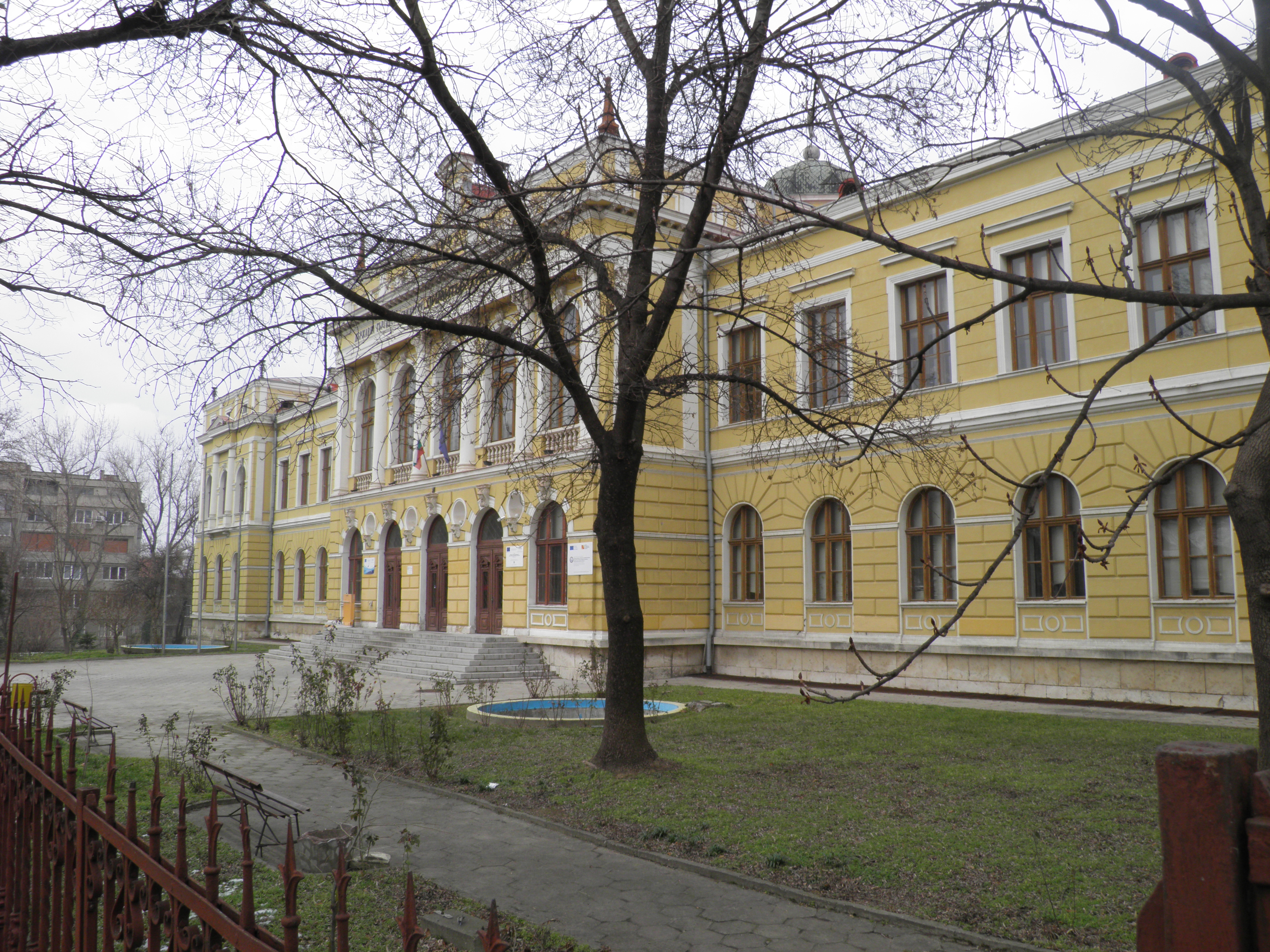
Trade School État

La commune de Svichtov dispose d'une infrastructure scolaire complète et répondant largement aux besoins de la population tant du point de vue de la diversité des formations que du maillage géographique. Il existe 5 écoles primaires dans la ville et 8 dans les villages situés sur le territoire de la commune. Il y a à Svichtov 4 établissements secondaires professionnels.
1804 élèves sont scolarisés dans les jardins d'enfants, 1046 dans les écoles primaires, 1725 dans les collèges et 1889 dans les lycées. 691 personnes travaillent dans ces établissements scolaires (455 pédagogues et 236 personnels non enseignants).

## Personnalités
- Ivan Šišmanov (1862-1928), philologue, écrivain, professeur d'université, critique littéraire et homme politique bulgare, est né à Svichtov.